# 市橋鎮
市橋（郵政式拼音：ShiKiu），又名石橋，為廣州市番禺區的一個市鎮，現番禺區駐地中心。北距廣州老城區17公里。市橋舊議建縣治，而立城門，後改為附郡。番禺縣府是（抗戰）光復後由新造遷此。1950年在此成立區級鎮。1980年代初被定为广州市卫星城。
據說舊日東城涌橋（即今大北、東涌、大東、橋東四路交匯處）畔閘門石匾刻石橋市，後有人倒讀成市橋石，石字殘缺，故俗約讀市橋為地名沿用。清末其辦理鄉事機構仍稱石橋公所（故址水边屋上街，1992年開馬路而被清拆）。清代為沙灣都平康社屬，駐沙灣巡檢司。民國中日戰前為市橋鄉，是第一區署駐地。